# Haukadalur
För andra betydelser, se Haukadalur (olika betydelser).

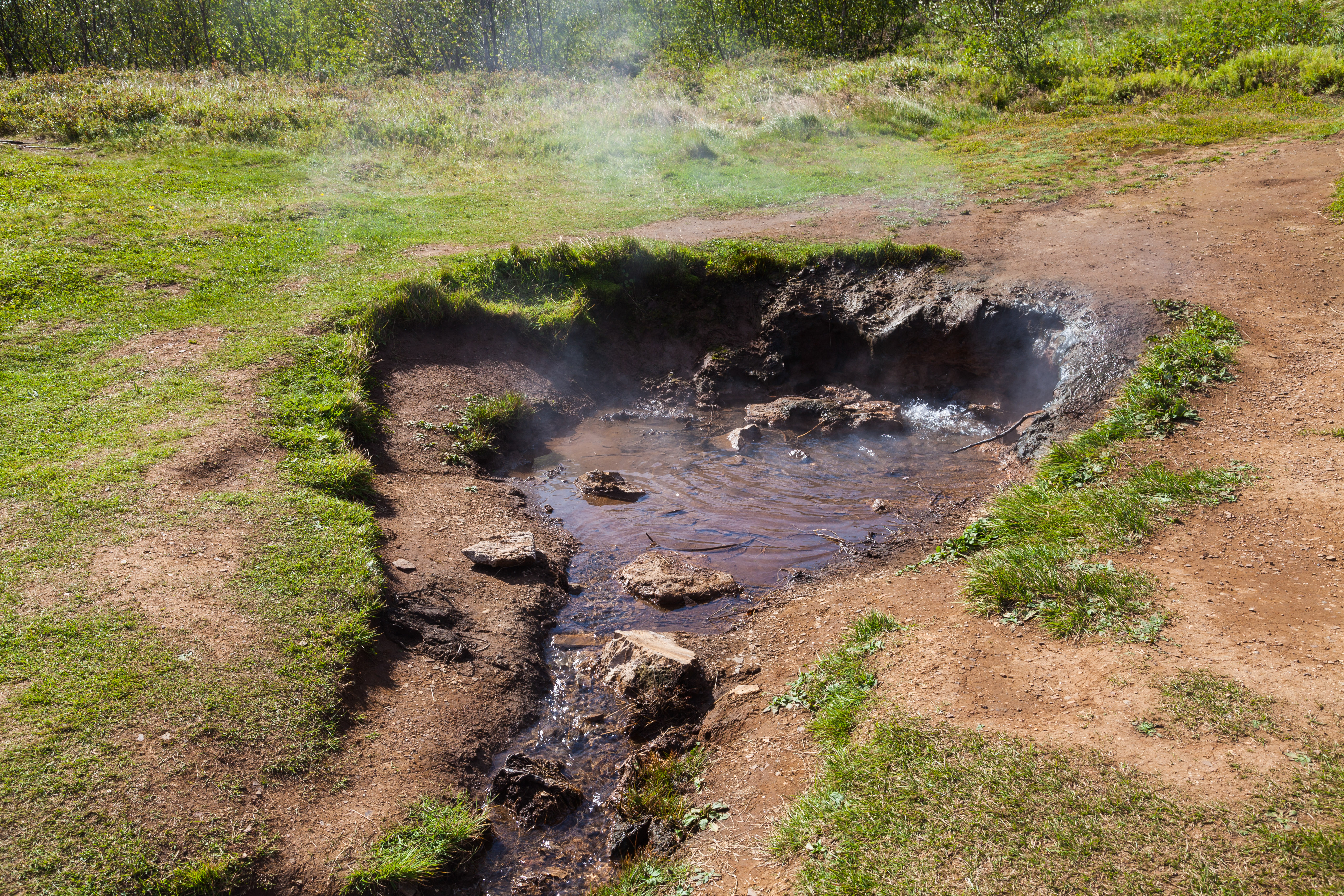
En het källa i det geotermiska området Haukadalur.

Haukadalur ("Hökdalen") är en dal på södra Island. Den ligger norr om Laugarvatn i regionen Suðurland, 80 km öster om Reykjavik. Denna dal är en av Islands största turistattraktioner för sina gejsrar och ingår i turistrutten gyllene cirkeln. De mest kända gejsrarna är Geysir och Strokkur.